# Saramon
Saramon település Franciaországban, Gers megyében. Lakosainak száma 863 fő (2022. január 1.). Saramon Boulaur, Castelnau-Barbarens, Lartigue, Mongausy, Saint-Élix, Saint-Martin-Gimois, Sémézies-Cachan és Tirent-Pontéjac községekkel határos.

## Népesség
A település népessége az elmúlt években az alábbi módon változott:
| Lakosok száma | 779  | 717  | 661  | 759  | 808  | 808  | 825  | 842  | 853  | 863  |
|               | 1968 | 1982 | 1990 | 2006 | 2013 | 2015 | 2017 | 2019 | 2020 | 2022 |